# 吉村剛史
吉村 剛史（よしむら たけし、1965年（昭和40年） - ）は日本のジャーナリスト。The News Lens JAPAN編集長。元産経新聞記者、中華民国（台湾）台北支局長。

## 略歴
日本大学法学部在学中に北京大学に留学し、近代日中交流史の王暁秋教授に師事。天安門事件前夜に帰国。1990年（平成2年）日本大学を卒業し、産経新聞入社。阪神支局、大阪と東京の両本社の社会部で事件、行政、皇室などを取材。僚紙『夕刊フジ』関西総局記者時代の2006年中華民国（台湾）の国立台湾大学に社費留学。2011年、産経新聞本紙の外信部を経て、同年6月から台湾の台北支局長（2014年5月まで）。帰国後、日本大学大学院総合社会情報研究科博士課程前期修了（修士、国際情報）。その後、産経新聞の岡山支局長、広島総局長、編集委員などを経て2019年（令和元年）末に退職、以後フリージャーナリスト、東海大学講師（海洋ジャーナリズム論、海洋国際関係論）などとして活動している。日本のメディアジーンと経営統合し、アジア最大級のデジタルメディアとなった台湾発のThe News Lens（關鍵評論網）日本版編集長。

## 人物
主に在日外国人社会や中国・台湾問題などをテーマに取材しているが、実際の取材対象は事件から国際社会まで幅広く、大阪池田小児童8人殺傷事件での「宅間守死刑囚の死刑執行」や、JR福知山線脱線事故の「運転士の素顔」、『学研（子会社）の地球儀から台湾消滅』などを内部協力者を得て独自に報道。また、日本やアジアの地下社会にも詳しく、指定暴力団「山口組」の『五代目組長引退』や、『六代目組長内定』などをはじめ、台湾の李登輝元総統が心臓手術で来日した際の『一両日中に訪日ビザ申請』等のスクープがあり、ネット上では『伝説のスクープ記者が明かす台湾、中国、東アジアの「裏面史」』として紹介されている。また、“戦後最大のフィクサー”と言われ1980年代バブル景気の折のイトマン事件（中堅商社イトマンを舞台にした経済事件）に関与した在日韓国人実業家許永中へのインタビューも果たしている。韓国通の同姓同名のライター・吉村剛史=トム・ハングル=氏は別人。フリーの記者となってからも、新型コロナウイルスについて台湾出身の世界的毒物学者の指摘をもとに『燻る「新型ウイルス＝生物兵器」説、専門家が解説』で日本社会一般の警戒心がまだ低い段階で、その危険性と台湾の注目すべき防疫体制を指摘。また『台湾駆け込み朝日編集委員の「隔離日記」が大炎上　「まるでピクニック気分」台湾への配慮欠く行為に在留邦人ら憤慨』（日本ビジネスプレス2020年3月23日）、『中国駐大阪総領事館のトップが約半年不在　華僑社会でささやかれる“身柄拘束”説』などと中国や台湾の視点から取材・執筆を続ける傍ら、日本と良好な関係にあるベトナムに対し、戦後、残留日本兵がその独立に貢献した秘史『ベトナム独立戦」を支えた旧日本軍「秘密戦士」の生涯』なども発掘している。2022年11月、台湾最大のネットメディアThe News Lens（關鍵評論網）日本版編集長に就任した。
YouTubeでは、愛称「チバレイ」の元祖“電脳アイドル”千葉麗子の番組『デイブ＆チバレイの新・日本記』や『巨漢記者デイブのアジア風雲録』でMC。またニコニコ動画では「吉村剛史のアジア新聞録」「話し台湾行き台湾」（Hyper J Channel）でもMC。大きな体格から「巨漢」「デイブこと吉村剛史氏」（千葉麗子）などと呼ばれている。
学術論文に『新聞報道から読み解く馬英九政権の対日、両岸政策－日台民間漁協取り決めを中心に』（2016年）などがある。

## 著書
- 『アジア血風録』（MdN新書、2021年）

共著
- 『命の重さ取材して　神戸・児童連続殺傷事件』（産経新聞ニュースサービス、1997年）
- 『教育再興』（産経新聞出版、1999年）
- 『ブランドはなぜ墜ちたか　雪印、そごう、三菱自動車事件の深層』（角川文庫、2002年）